# Jiřetín pod Jedlovou
Jiřetín pod Jedlovou (Duits: Sankt Georgenthal) is een Tsjechische gemeente in de regio Ústí nad Labem, en maakt deel uit van het district Děčín.
Jiřetín pod Jedlovou telt 580 inwoners.
Bekendste bezienswaardigheid is de Křížová hora ofwel Kruisgang. Daarnaast is op de ruïne Tolstejn een geliefde uitkijkplek op de top van een berg. Omgeving is zeer geschikt voor wandelen en ´s winters om te skiën. De oost route E3 van de pelgrimstocht naar Santiago de Compostella loopt hier ook doorheen.
Vóór 1945 had Jiřetín pod Jedlovou een Duitstalige bevolking en had het de naam Sankt Georgenthal. Sankt Georgenthal had stadsrechten en telde ongeveer 2500 inwoners. Na de verdrijving van de Duitsers liep de bevolking terug tot onder de 600 en raakte het de stadsrechten kwijt.

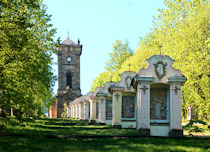

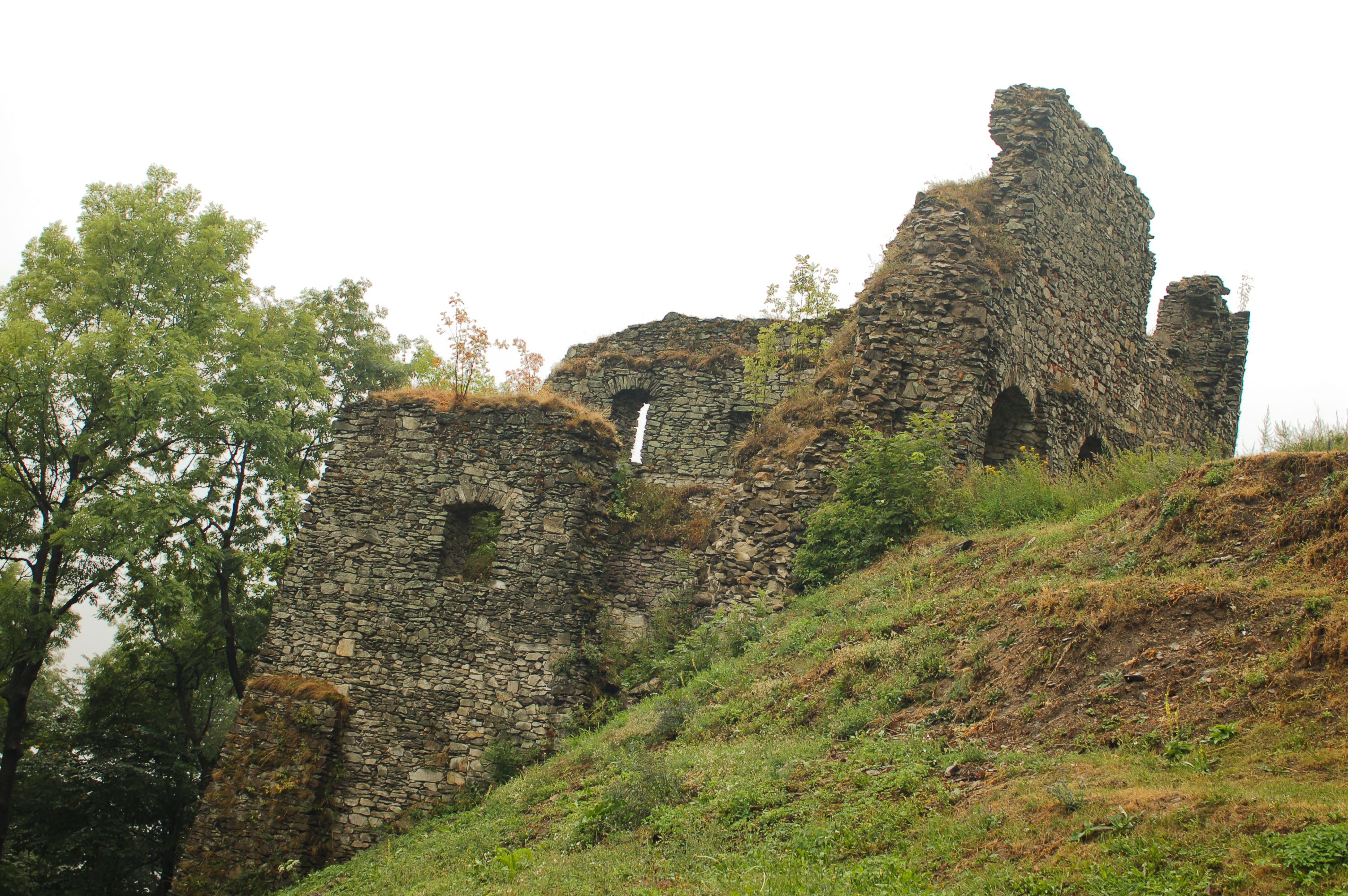

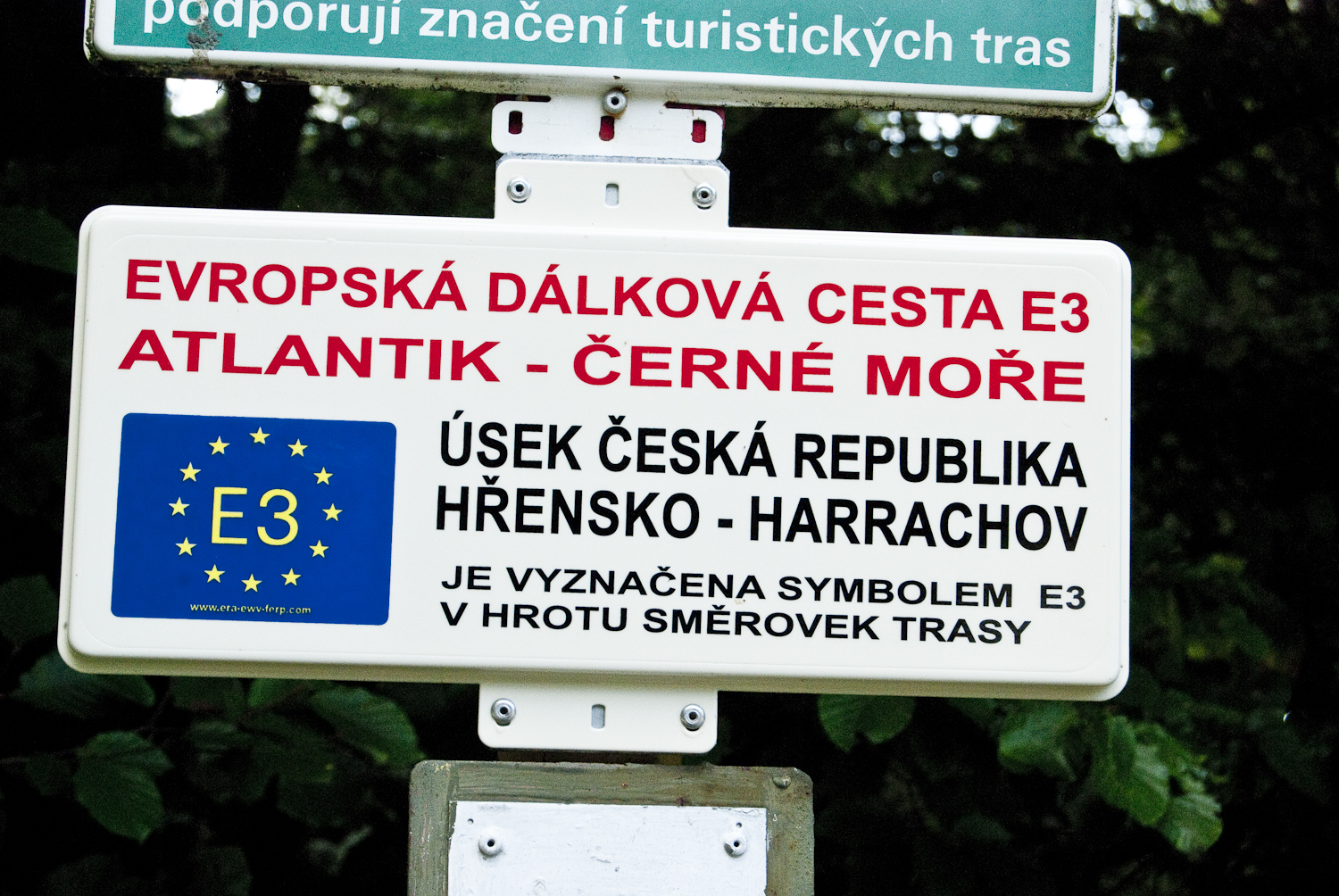
Informatie bord E3 route Zwarte zee- Atlantische oceaan

Buurtschappen: Lesné en Rozhled
Arnoltice · 
Benešov nad Ploučnicí · 
Bynovec · 
Česká Kamenice · 
Děčín · 
Dobkovice · 
Dobrná · 
Dolní Habartice · 
Dolní Podluží · 
Dolní Poustevna · 
Doubice · 
Františkov nad Ploučnicí · 
Heřmanov · 
Horní Habartice · 
Horní Podluží · 
Hřensko · 
Huntířov · 
Chřibská · 
Janov · 
Janská · 
Jetřichovice · 
Jílové · 
Jiřetín pod Jedlovou · 
Jiříkov · 
Kámen · 
Krásná Lípa · 
Kunratice · 
Kytlice · 
Labská Stráň · 
Lipová · 
Lobendava · 
Ludvíkovice · 
Malá Veleň · 
Malšovice · 
Markvartice · 
Merboltice · 
Mikulášovice · 
Rumburk · 
Růžová · 
Rybniště · 
Srbská Kamenice · 
Staré Křečany · 
Starý Šachov · 
Šluknov · 
Těchlovice · 
Valkeřice · 
Varnsdorf · 
Velká Bukovina · 
Velký Šenov · 
Verneřice · 
Veselé · 
Vilémov